# べっかんこう
べっかんこう（10月16日 - ）は、日本のゲームクリエイター（原画家）・イラストレーターである。株式会社葉月のゲームブランド・オーガストおよびARIAに所属。慶應義塾大学理工学部卒。

## 経歴
同人サークル「王宮魔法劇団」に参加し、メインのゲーム原画家として活動を続けていた。『まじかる☆アンティーク』（Leaf）のコミックアンソロジー以降、イラストレーターとしても活躍。「王宮魔法劇団」が有限会社葉月として法人化、同社のゲームブランド・オーガストを発足させたのに伴い、個人で新たに「ロケット野郎」という同人サークルを立ち上げた。こちらのサークルでは、主に美少女ゲームジャンルの男性向け二次創作物の頒布を行っている。その一方、オーガストはアダルトゲーム業界を牽引するブランドにまで発展し、べっかんこうは同ブランドの代表的存在となった。フリーライターの宮本直毅は、べっかんこうが描く絵柄について「ころっとまるっこい顔つきの人物絵が同メーカーの作品の親しみやすいムードを支えている」との評価を与えている。また、べっかんこうは学研パブリッシングが主催したメガミノベル大賞にて、2009年に実施された第2回目の特別審査員を務めた。

## 作品リスト

### PCゲーム
王宮魔法劇団
- One Way Love〜ミントちゃん物語

オーガスト
- 2002年2月22日 - バイナリィ・ポット
- 2002年9月27日 - Princess Holiday 〜転がるりんご亭千夜一夜〜
- 2003年9月26日 - 月は東に日は西に 〜Operation Sanctuary〜
- 2004年8月27日 - オーガストファンBOX
- 2005年9月22日 - 夜明け前より瑠璃色な
- 2008年1月25日 - FORTUNE ARTERIAL
- 2009年2月27日 - 夜明け前より瑠璃色な -Moonlight Cradle-
- 2011年4月28日 - 穢翼のユースティア
- 2013年1月25日 - 大図書館の羊飼い
- 2014年3月28日 - 大図書館の羊飼い -Dreaming Sheep-
- 2016年9月23日 - 千の刃濤、桃花染の皇姫
- 2017年12月19日 - あいりすミスティリア!〜少女のつむぐ夢の秘跡〜
- 2019年9月27日 - 千の刃濤、桃花染の皇姫 -花あかり-

### イラスト・挿絵
- 久光景『ももとせ花火』（メガミ文庫、2010年、ISBN 978-4059035466）
- TVアニメ『神のみぞ知るセカイ』第5話 エンドカード

### 書籍
- 伊藤真広 著「【プロ作家】→【同人名義】データベース」、村中宣彦 編『ゲームラボ特別編集「現代視覚文化研究」』三才ブックス、2006年。ISBN 4-86199-061-0。
- 宮本直毅「「オーガスト」がブランドデビュー」『エロゲー文化研究概論』総合科学出版、2013年。ISBN 978-4-88181-829-9。